# Hans-Jürgen Sterly
Hans-Jürgen Sterly (* 23. Mai 1938; † 26. Dezember 2012 in Lübeck) war ein deutscher Schulleiter und Autor.

## Werdegang

### Leitung der Landesberufsschule
Sterly war langjähriger Leiter der Landesberufsschule für das Dachdeckerhandwerk Schleswig-Holstein. Unter seiner Leitung wurde ein Dachdeckermuseum auf dem Gelände der Landesberufsschule aufgebaut. Er verfasste in fünfjähriger Arbeit die Chronik Innung des Baugewerbes Lübeck 555 Jahre, die 2008 erschien. Bei den Feierlichkeiten zur Veröffentlichung der Chronik wurde er mit der Goldenen Ehrennadel des Lübecker Handwerks ausgezeichnet.

### Ehrenamtliche Tätigkeit im Sport
Von 1965 an war Sterly Vorstandsmitglied des TSV Schlutup und von 1973 bis 1978 dessen erster Vorsitzender. Seit 1978 war er im Vorstand des Turn- und Sportbundes Lübeck und fast 20 Jahre dessen 1. Vorsitzender. Seine großen Anstrengungen, die Situation der Sportstätten in Lübeck zu verbessern, mündeten in die Verabschiedung einer Lübecker „Charta des Sports“, in der die Leitlinien für die Zusammenarbeit der Hansestadt und dem TSB Lübeck festgelegt wurden.

## Ehrungen
- 2000: Verdienstmedaille des Verdienstordens der Bundesrepublik Deutschland für seinen langjährigen und ehrenamtlichen Einsatz für den Sport
- 2008: Goldene Ehrennadel des Lübecker Handwerks
- Ehrenvorsitzender des TSB Lübeck

## Veröffentlichungen
- Kehlen im Ziegeldach, Köln-Braunsfeld: Müller, 1984 (inzwischen in 5. Auflage), ISBN 3-481-01532-1
- Details rund ums Ziegeldach, Köln: Müller, 1993 (inzwischen in 3. Auflage), ISBN 3-481-02019-8
  - Polnische Ausgabe: Ceramiczne pokrycia dachowe: szczegóły wykonawcze, Polskie Centrum Budownictwa, 2005
- Innung des Baugewerbes Lübeck 555 Jahre, 2008